# Tom Nijssen
Tom Nijssen (Maastricht, 1º ottobre 1964) è un ex tennista olandese.

## Carriera
Ottenne il suo best ranking in singolare il 17 aprile 1989 con la 87ª posizione; mentre nel doppio divenne, l'11 maggio 1992, l'10º del ranking ATP.
In carriera ha vinto in doppio undici tornei ATP tra cui tre tornei che facevano parte dell'ATP International Series Gold: l'Eurocard Open nel 1992, la Mercedes Cup nel 1993 e il Milan Indoor nel 1994. Gran parte delle sue vittorie è stata ottenuta in coppia con il ceco Cyril Suk e su superfici indoor. Ha raggiunto la finale in 14 tornei ATP. Nei quattro tornei del grande slam non è mai riuscito a superare i quarti di finale.
Ha fatto parte della squadra olandese di Coppa Davis dal 1986 al 1990 con un bilancio di otto vittorie e nove sconfitte.

## Statistiche

### Doppio

#### Vittorie (11)
| Legenda                                                      |
| Grande Slam (0)                                              |
| ATP Tour World Championships / Tennis Masters Cup (0)        |
| ATP Super 9 / Tennis Masters Series (0)                      |
| ATP Championships Series / ATP International Series Gold (3) |
| ATP World Series / ATP International Series (8)              |

| Numero | Data              | Torneo                                   | Superficie    | Compagno          | Avversari in Finale            | Punteggio     |
| 1.     | 20 ottobre 1987   | Tokyo Indoor, Tokyo                      | Sintetico (i) | Broderick Dyke    | Sammy Giammalva Jr. Jim Grabb  | 6-3, 6-2      |
| 2.     | 22 febbraio 1988  | Lorraine Open, Metz                      | Sintetico (i) | Jaroslav Navrátil | Rill Baxter Nduka Odizor       | 6-2, 6-7, 7-6 |
| 3.     | 10 ottobre 1988   | Grand Prix de Tennis de Toulouse, Tolosa | Cemento (i)   | Ricki Osterthun   | Mansour Bahrami Guy Forget     | 6-3, 6-4      |
| 4.     | 21 novembre 1988  | Brussels Indoor, Bruxelles               | Sintetico (i) | Wally Masur       | John Fitzgerald Tomáš Šmíd     | W/O           |
| 5.     | 30 settembre 1991 | Grand Prix de Tennis de Toulouse, Tolosa | Cemento (i)   | Cyril Suk         | Jeremy Bates Kevin Curren      | 4-6, 6-3, 7-6 |
| 6.     | 14 ottobre 1991   | Grand Prix de Tennis de Lyon, Lione      | Sintetico (i) | Cyril Suk         | Steve DeVries David Macpherson | 7-6, 6-3      |
| 7.     | 17 febbraio 1992  | Eurocard Open, Stoccarda                 | Sintetico (i) | Cyril Suk         | John Fitzgerald Anders Järryd  | 6-3, 6-7, 6-3 |
| 8.     | 28 settembre 1992 | Swiss Indoors, Basilea                   | Cemento (i)   | Cyril Suk         | Karel Nováček David Rikl       | 6-3, 6-4      |
| 9.     | 19 luglio 1993    | Mercedes Cup, Stoccarda                  | Terra rossa   | Cyril Suk         | Gary Muller Piet Norval        | 2-6, 6-2, 6-3 |
| 10.    | 3 gennaio 1994    | Oahu Open, Oahu                          | Cemento       | Cyril Suk         | Alex O'Brien Jonathan Stark    | 6-4, 6-4      |
| 11.    | 7 febbraio 1994   | Milan Indoor, Milano                     | Sintetico (i) | Cyril Suk         | Hendrik Jan Davids Piet Norval | 4-6, 7-6, 7-6 |

#### Sconfitte in finale (14)
| Numero | Data             | Torneo                            | Superficie    | Compagno          | Avversari in Finale             | Punteggio     |
| 1.     | 28 luglio 1986   | Dutch Open, Hilversum             | Terra rossa   | Johan Vekemans    | Miloslav Mečíř Tomáš Šmíd       | 4-6, 2-6      |
| 2.     | 15 giugno 1987   | Athens Open, Atene                | Terra rossa   | Jaroslav Navrátil | Tore Meinecke Ricki Osterthun   | 2-6, 6-3, 2-6 |
| 3.     | 27 luglio 1987   | Dutch Open, Hilversum             | Terra rossa   | Johan Vekemans    | Wojciech Fibak Miloslav Mečíř   | 6-7, 7-5, 2-6 |
| 4.     | 17 ottobre 1988  | Frankfurt Grand Prix, Francoforte | Sintetico (i) | Jeremy Bates      | Rudiger Haas Goran Ivanišević   | 6-1, 5-7, 3-6 |
| 5.     | 5 febbraio 1990  | Milan Indoor, Milano              | Sintetico (i) | Udo Riglewski     | Omar Camporese Diego Nargiso    | 4-6, 4-6      |
| 6.     | 19 febbraio 1990 | Eurocard Open, Stoccarda          | Sintetico (i) | Michael Mortensen | Guy Forget Jakob Hlasek         | 3-6, 2-6      |
| 7.     | 4 febbraio 1991  | Milan Indoor, Milano              | Sintetico (i) | Cyril Suk         | Omar Camporese Goran Ivanišević | 4-6, 6-7      |
| 8.     | 1º aprile 1991   | Estoril Open, Estoril             | Terra rossa   | Cyril Suk         | Paul Haarhuis Mark Koevermans   | 3-6, 3-6      |
| 9.     | 21 ottobre 1991  | Stockholm Open, Stoccolma         | Sintetico (i) | Cyril Suk         | John Fitzgerald Anders Järryd   | 5-7, 3-6      |
| 10.    | 12 ottobre 1992  | ATP Bolzano, Bolzano              | Sintetico (i) | Cyril Suk         | Anders Järryd Bent-Ove Pedersen | 1-6, 7-6, 3-6 |
| 11.    | 8 febbraio 1993  | Milan Indoor, Milano              | Sintetico (i) | Cyril Suk         | Mark Kratzmann Wally Masur      | 6-4, 3-6, 4-6 |
| 12.    | 1º novembre 1993 | Paris Open, Parigi                | Sintetico (i) | Cyril Suk         | Byron Black Jonathan Stark      | 6-7, 4-6      |
| 13.    | 8 aprile 1996    | Estoril Open, Estoril             | Terra rossa   | Greg Van Emburgh  | Tomás Carbonell Francisco Roig  | 3-6, 2-6      |
| 14.    | 12 gennaio 1998  | Heineken Open, Auckland           | Cemento       | Jeff Tarango      | Patrick Galbraith Brett Steven  | 4-6, 2-6      |